# Segarra & Terés

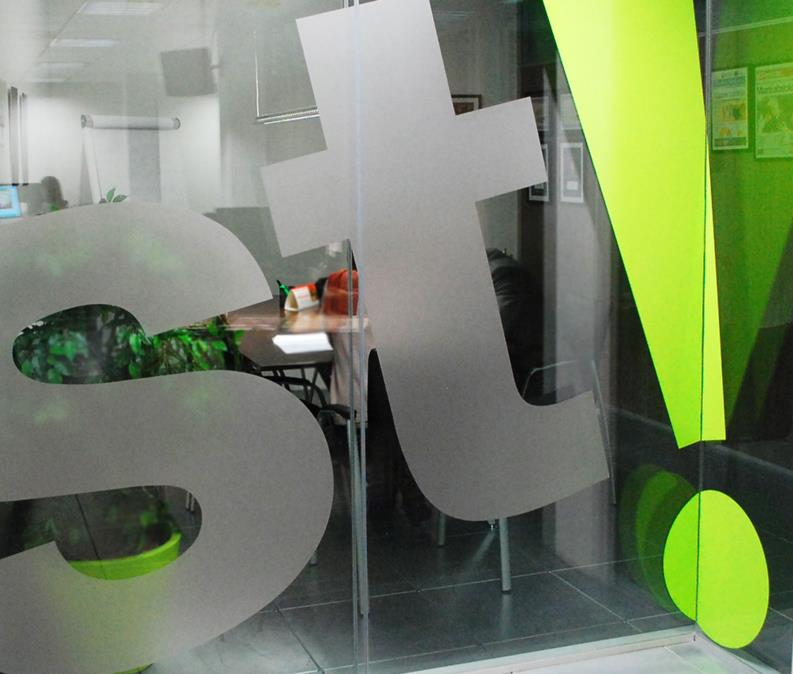
Oficina de l'empresa amb el logotip al vidre.

Segarra & Terés és una empresa que fa tasques de consultoria de comunicació institucional i corporativa internacional, i que ha desenvolupat projectes a Andorra i a Espanya, Estats Units, Puerto Rico i Mèxic. L'empresa va ser fundada l'any 2004 pel lleidatà Àlex Terés, professor de Comunicació Audiovisual de la Universitat de Lleida i empresari; i l'andorrà Jordi Segarra i Tomàs, periodista. Són membres de l'Associació Europea de Consultors Polítics (EAPC).

## Projectes
Des de la seva fundació l'empresa ha desenvolupat nombrosos projectes de comunicació en campanyes electorals, campanyes institucionals, campanyes corporatives i campanyes de publicitat.
L'empresa col·laborà en el grup d’assessors que van elaborar la campanya que va dur Barack Obama a la presidència dels Estats Units. Partint de la seva experiència en les eleccions americanes, després de la victòria d'Obama, van publicar el llibre Yes You Can. Buscant el candidat perfecte (Angle Editorial), que volia ser un manual per a candidats de processos electorals. Al llibre van defensar que les campanyes electorals a Europa es passin a finançar-se amb fons privats perquè consideren que les subvencions de l'estat condicionen els objectius, processos i estratègies de les campanyes a Europa.

## Reconeixements
- El 2010 va rebre dos dels Pollie Awards que atorga l'Associació Americana de Consultors Polítics.[9]
- La revista Campaigns & Elections Politics Magazine els ha guardonat en tres ocasions. El 2010 van ser premiats en la categoria de material imprès, per una campanya del partit Andorra pel Canvi per a les eleccions d'abril del 2009,[1] amb el guardó "Play nice".[10] El 2011 van ser premiats en la categoria de millor audiovisual a nivell internacional per l'espot televisiu Juega bonito, juega limpio, per a una de les campanyes dutes a terme a Durango, Mèxic.[9] El 2012 reberen el guardó per "Su visión es Guanajuato".